# Ooh La La
Ooh La La is een single van Britney Spears. Het nummer verscheen op 17 juni 2013 als leadsingle van de soundtrack voor de film De Smurfen 2, die in juli 2013 uitkomt. "Ooh La La" valt in het genre synthpop. De tracklist bevat tevens het nummer Vacation, die werd gezongen door de meidengroep GRL.

## Tracklist
| Nr. | Titel                           | Duur |
| --- | ------------------------------- | ---- |
| 1.  | Ooh La La (Door Britney Spears) | 4:17 |
| 2.  | Vacation (Door GRL)             | 3:36 |

## Hitnoteringen
| Hitlijst                                 | Datum van binnenkomst | Hoogste positie | Aantal weken | Laatste notering |
| ---------------------------------------- | --------------------- | --------------- | ------------ | ---------------- |
| Ultratop 50 Ultratip                     | 22 juni 2013          | 13              | 1            | *                |
| Ultratop 50                              | 22 juni 2013          | 9               | 1            | *                |
| Canadian Hot 100                         | 22 juni 2013          | 39              | 1            | *                |
| Japan Hot 100                            | 22 juni 2013          | 69              | 1            | *                |
| South Korea (GAON) (International Chart) | 22 juni 2013          | 1               | 1            | *                |
| Billboard Hot 100                        | 22 juni 2013          | 54              | 1            | *                |